# Pierce O'Brien-Butler
Pas d'image ? Cliquez ici

a Compétitions nationales et continentales officielles uniquement.

b Matchs officiels uniquement.
Pierce Edmond O'Brien-Butler, né le 12 janvier 1877 à Tipperary et mort le 15 janvier 1902 à Wynberg, est un ancien joueur de rugby à XV irlandais, qui a évolué avec l'équipe d'Irlande et le club de Monkstown Football Club au poste d'arrière. Il est tué lors de la seconde guerre des Boers.

## Carrière
Il a disputé son premier test match le 20 février 1897 contre l'équipe d'Écosse. Son dernier test match est contre l'équipe d'Angleterre le 3 février 1900. Pierce O'Brien-Butler a remporté le Tournoi britannique de rugby à XV 1899.
- 6 sélections en équipe nationale
- Sélections par années : 1 en 1897, 2 en 1898, 2 en 1899, 1 en 1900
- Tournois britanniques disputés: 1897, 1898, 1899, 1900

## Palmarès
- Vainqueur du tournoi britannique en 1899